# Tavernes de la Valldigna
Tavernes de la Valldigna (em valenciano e oficialmente) ou Tabernes de Valldigna (em castelhano) é um município da Espanha na província de Valência, Comunidade Valenciana. Tem 49,2 km² de área e em 2021 tinha 17 162 habitantes (densidade: 348,8 hab./km²).

## Demografia
| Variação demográfica do município entre 1991 e 2012 | Variação demográfica do município entre 1991 e 2012 | Variação demográfica do município entre 1991 e 2012 | Variação demográfica do município entre 1991 e 2012 | Variação demográfica do município entre 1991 e 2012 |
| --------------------------------------------------- | --------------------------------------------------- | --------------------------------------------------- | --------------------------------------------------- | --------------------------------------------------- |
| 1991                                                | 1996                                                | 2001                                                | 2004                                                | 2012                                                |
| 16.166                                              | 16.412                                              | 16.523                                              | 17.311                                              | 18.138                                              |

## Monumentos
- Torre de Guaita, é uma torre Bem de Interesse Cultural, uma figura jurídica espanhola de proteção do patrimônio histórico com número R-I-51-0010817.
- Igreja de São Pedro Apóstolo